# Красное (Кемеровская область)
Кра́сное — село в Ленинск-Кузнецком районе Кемеровской области. Является административным центром Краснинского сельского поселения.

## География
Центральная часть населённого пункта расположена на высоте 200 метров над уровнем моря.

## Население
| 2002 | 2010  |
| ---- | ----- |
| 3513 | ↘2982 |

По данным Всероссийской переписи населения 2010 года, в селе Красное проживает 2982 человека (1502 мужчины, 1480 женщин).

## История села
Село Красное является одним из старейших населённых пунктов Кемеровской области. Оно было основано в 1627 году казаками Брюхановыми по фамилии которых и получило своё первоначальное название — Брюханово.
По состоянию на 1859 год в селе Брюханово проживали 540 человек (264 мужчины, 276 женщин) на 95 дворах (в среднем 5,7 человека на двор).
По состоянию на 1911 год Брюханово являлось административным центром Касьминской волости Кузнецкого уезда Томской губернии. Население села составляло 1340 человек (672 мужчины, 668 женщин) на 299 дворах (в среднем 4,5 человека на двор). В селе имелись церковь, церковно-приходская школа, сельское училище, волостное правление, 8 торговых и 2 мелочных лавки, хлебозапасный магазин, казённая винная лавка, почтовое отделение и маслодельный завод. Ежегодно 24 июня проводились две ярмарки — Дмитриевская и Ивановская, по пятницам и субботам — еженедельный базар.
В селе располагались два конных завода известного купца Степана Николаевича Пьянкова. Сохранился деревянный двухэтажный дом купца, который является памятником архитектуры и градостроительства регионального значения. В настоящее время в доме купца С. Н. Пьянкова располагается Музей истории крестьянского быта села Красного.
Весной 1918 года в Брюханове произошло крестьянское восстание против советской власти.
В 1925 году постановлением президиумом ВЦИК село Брюханово Борковской волости Щегловского уезда Томской губернии переименовано в Красное. В 1924—1933 годах Красное было центром Краснинского района.

## Свято-Троицкая церковь
Первая деревянная церковь была построена в XVIII веке.
В 1852 году на её месте возведён новый деревянный храм Святой Троицы, который был освящён в 1856 году. Во время сильного пожара 23 февраля 1898 года церковь сгорела, но иконы, церковную утварь и библиотеку удалось спасти. В этом же году было открыто церковно-приходское попечительство для сбора средств на строительство нового храма. Во время строительства богослужения проводились в деревянном молельном доме.
Новая каменная однопрестольная церковь во имя Святой Живоначальной Троицы, третья по счёту, была построена по проекту архитектора И. Ф. Носовича и торжественно открыта в 1909 году. В 1930-е годы храм был закрыт, венчания сломаны, помещение перестроено под хозяйственные нужды. С 1980-х церковь заброшена, была возвращена верующим лишь в 1990 году.
В 1990-е годы отреставрирована под руководством архитектора В. Н. Усольцева. Согласно постановлению Коллегии Администрации Кемеровской области от 20.12.2007 г. № 358 является памятником архитектуры и градостроительства регионального значения.